# Pokémon Ranger et le Temple des mers
Pokémon Ranger et le Temple des mers connu sous le nom de Pocket Monsters Advanced Generation the Movie: The Pokémon Ranger and Prince of the Sea: Manaphy (劇場版ポケットモンスターアドバンスジェネレーション ポケモンレンジャーと蒼海の王子 マナフィ, Gekijōban Poketto Monsutā Adobansu Jenerēshon Pokemon Renjā to Umi no Ōji Manafi) au Japon est un long métrage d'animation Pokémon.

## Manga
Makoto Mizobuchi a écrit une adaptation manga Pokémon du même nom. Il est sorti au Japon en 2006, puis en anglais aux États-Unis le 5 août 2008,

### Différences entre le film et le manga
- Judy est absente dans le manga.
- Dans la séquence de rêve de Flora, il est sous-entendu que Flora est nue dans l'eau, alors que dans le film elle est entièrement habillée.
- Après la destruction de son sous-marin, Ghost/Fantomas menace de prendre Flora en otage et utilise un pilier comme arme, plutôt que d'être incapable de s'accrocher au pilier et d'être piégé en dessous.
- Le nouveau-né Manaphy reste calme contrairement à son homologue du film, qui semble agir de manière agacée et angoissée face au nouveau monde extérieur à son œuf.
- La boîte à œufs de Manaphy se brise lorsque Manaphy éclot, au lieu que l'œuf tombe de la boîte avant l'éclosion.
- Manaphy est heureux de voir Ash/Sacha dans le corps de Jack Walker après avoir utilisé Heart Swap dans l'anime, tandis que dans le manga, Manaphy semble s'adoucir un peu après avoir utilisé Soul Swap sur Ash/Sacha et Jackie, mais n'est toujours pas content que May est parti.
- Bien que Flora ait été naturellement déçue après avoir appris par Jackie Walker qu'elle ne pouvait pas s'attendre à ce que le bébé Manaphy compte sur elle en tant que mère adoptive humaine pour toujours dans les deux versions, car il devra progressivement apprendre à devenir indépendant sans elle, elle n'en a pleuré que dans la scène du film d'animation, et Lizabeth réconforte Flora plus tard en la serrant dans ses bras. Il en va de même pour Ondine, qui ne peut pas s'attendre à ce que le bébé Togepi/Togetic compte sur elle en permanence, car il devra lui aussi apprendre à vivre indépendamment sans elle.
- Les adieux de May/Aura et Manaphy à la fin et la scène de quasi-noyade d'Ash/Sacha avant de devenir le « Roi de la Mer » sont beaucoup plus légers dans le manga que dans le film car le style artistique de l'adaptation du manga est modifié pour le rendre plus adapté aux enfants.
- Au lieu de la marque du Peuple de l'Eau, Ghost/Fantomas ouvre la porte de la Couronne de Mer en jouant d'un instrument connu sous le nom de Flûte d'Eau.
- En s'échappant du sous-marin de Ghost/Fantomas, Jackie est attaqué par plusieurs Pokémon Eau utilisés par les subordonnés de Ghost/Fantomas, au lieu de Ghost/Fantomas et de leurs Pokémon de type Insecte.